# Državna cesta D500
D500 je državna cesta u Hrvatskoj. Ukupna duljina iznosi 23,7 km.